# Erasmus Marotta
Erasmus Marotta (* 1578 in Randazzo; † 6. Oktober 1641 in Palermo) war ein italienischer Jesuit und Komponist.

## Leben
Erasmus Marotta hielt sich lange in Rom am päpstlichen Hof auf. 1612 trat er in die Gesellschaft Jesu ein. Er war Rektor des Jesuitenkollegs in Mineo.

## Werke
- Cantus pii musicis modulis expressi, Palermo 1603
- vertonte Aminta, eine Pastorale von Torquato Tasso, 1630
- 1600 Aminta musicale di Erasmo Marotta. Il primo libro de madrigali a cinque voci, con un dialogo a otto.